# 42nd Street-Port Authority Bus Terminal
42nd Street-Port Authority Bus Terminal  is een station van de metro van New York aan de Eighth Avenue Line, in het stadsdeel Manhattan. De metrolijnen A, C en E stoppen op dit station. Er is een gratis overstapverbinding met het station Times Square-42nd Street.
Het station bevindt zich op de hoek van 42nd Street en Eighth Avenue naast de Port Authority Bus Terminal. Door deze ligging en de combinatie met Times Square-42nd Street is dit het drukste metrostation in New York met ruim 58 miljoen passagiers in 2009.